# さいたま市立上里小学校
さいたま市立上里小学校（さいたましりつ かみさとしょうがっこう）は、埼玉県さいたま市岩槻区上里二丁目にある公立小学校。

## 規模
- 2021年（令和3年）度 - 児童数354名、14学級（通常学級12、特別支援学級2）。

## 沿革
- 1977年（昭和52年）4月1日 - 岩槻市立上里小学校創設、開校。[2]
- 1977年6月3日 - 校舎完工式（同日を開校記念日と制定）。[2]
- 1977年7月8日 - 校章を制定。[2]
- 1978年（昭和53年）3月20日 - 校歌制定式典。[2]
- 2000年（平成12年）10月2日 - 岩槻市ミニデイサービスセンター「げんき塾・上里」設置。[2]
- 2004年（平成16年）3月22日 - 上里学童保育所「つくしクラブ」設置。[2]
- 2005年（平成17年）4月1日 - 岩槻市とさいたま市の合併により、さいたま市立上里小学校に改称。

## アクセス
- 東武野田線（東武アーバンパークライン）東岩槻駅から徒歩10分。

## 周辺の道路・湖沼・河川・施設
- 元荒川

## 出身著名人
- 菅沼実
- 斉藤誠司